# Gisela Hernández
Pour les articles homonymes, voir Hernández.
Gisela Hernández Gonzalo, née le 15 septembre 1912 et morte le 23 août 1971 est une compositrice cubaine.  
Consciente des nécessités politiques, elle établit des liens avec le gouvernement Castro en échange de la reconnaissance de ses activités en tant que professeure de musique et compositrice. Elle est membre du mouvement nationaliste Grupo Minorista qui a œuvré pour incorporer les sons afro-cubains dans des formes musicales plus vastes. 
Hernández enseigne la musique au Conservatoire Hubert de Blanck (en), et avec Olga de Blanck Martín (en), directrice du conservatoire, elle développe un système d'éducation musicale qui apporte des changements importants dans l'enseignement musical mexicain. Avec De Blanck, elle cofonde également les éditions Ediciones de Blanck et joue un rôle déterminant dans la publication des éditions critiques de la musique d'Ignacio Cervantes,,.

## Œuvres
- Triptico, cycle de chansons, 1967 (Texte: Guillén, poète)
- Deprisa tierra, deprisa (dans Nueve canciones) (Texte : Juan Ramón Jiménez Mantecón )
- Diálogo (dans Nueve canciones) (Texte : Dulce María Loynaz )
- Huerto de marzo (dans Nueve canciones) (Texte : Federico García Lorca )
- Mi corazón lo tragó el mar (dans Nueve canciones) (Texte : Mirta Aguirre Carreras )
- Romancillo (dans Nueve canciones) (Texte : Federico García Lorca)
- Sólo por el rocío (dans Nueve canciones) (Texte : Federico García Lorca)
- Tránsito (dans Nueve canciones) (Texte : Rabindranath Tagore )
- Única mar (dans Nueve canciones) (Texte : Mirta Aguirre Carreras)
- Voy a medirme el amor (dans Nueve canciones) (Texte : Dulce María Loynaz)

Hernández a également composé de la musique de chambre et des œuvres pour piano solo, orchestre et chœur. 
Ses œuvres ont été enregistrées et publiées sur CD, notamment : 
- Juana Zayas: A Treasury of Cuban Piano Classics Audio CD (1 janvier 2006) Music & Arts Programs of America, ASIN: B000050HYQ